# 上北郵便局
上北郵便局（かみきたゆうびんきょく）は、青森県上北郡東北町にある郵便局である。民営化前の分類では集配特定郵便局であった。局番号は84063。

## 概要
住所：〒039-2499 青森県上北郡東北町上北南4丁目32-756

## 沿革
- 1891年（明治24年）9月1日 - 三等郵便局の沼崎（ぬまさき）郵便局として開局[1]。
- 1899年（明治32年）1月1日 - 貯金取扱を開始。同年11月1日より為替取扱を開始。
- 1961年（昭和36年）9月1日 - 上北郵便局に改称[2]。
- 1965年（昭和40年）11月18日 - 徳万才郵便局から電話交換事務を移管。
- 1967年（昭和42年）10月16日 - 小川原郵便局から和文電報配達事務を移管。
- 1973年（昭和48年）1月31日 - 電話交換業務を三沢電報電話局に移管。
- 1984年（昭和59年）11月 - 局舎新築。
- 2007年（平成19年）3月5日 - ゆうゆう窓口を廃止し、配達センター局に移行。
- 2007年（平成19年）10月1日 - 民営化に伴い、併設された郵便事業野辺地支店上北集配センターに一部業務を移管。
- 2012年（平成24年）10月1日 - 日本郵便株式会社発足に伴い、郵便事業野辺地支店上北集配センターを上北郵便局に統合。

## 取扱内容
- 郵便、印紙、ゆうパック、内容証明
- 貯金、為替、振替、振込、国際送金、国債
- 生命保険、バイク自賠責保険
- ゆうちょ銀行ATM
- 上北郡東北町内の一部地域（〒039-24xx）の集配業務

## 周辺
- 東北町役場
- 東北町立図書館
- 上北消防署
- 東北町立上北中学校

## アクセス
- 青い森鉄道青い森鉄道線 上北町駅から徒歩約15分
- 十和田観光電鉄バス（十和田市 - 上北町線・三沢 - 七戸線） 役場通停留所下車
- 駐車場あり：6台